# Северный Зеленчукский храм
Северный Зеленчукский храм — древнехристианский храм XI века, расположенный на территории Нижне-Архызского городища в долине реки Большой Зеленчук (Карачаево-Черкессия).
Северный храм является одним из трёх сохранившихся крестовокупольных храмов X—XI вв., расположенных на Нижне-Архызском городище. Самый древний из этих храмов — Средний храм, построенный в X в., был кафедральным собором всей Алании. Северный храм, возведённый в конце X — начале XI вв., был, вероятно, главным храмом крупной монастырской обители. Небольшой Южный храм — самый поздний, построенный уже в конце XI — начале XII в., возможно, был частью усадьбы одной из знатных аланских фамилий.

## История
В древности на территории Нижне-Архызского городища находился город, на протяжении нескольких веков бывший важным церковным и экономическим центром Алании. В нём располагалась резиденция Аланского митрополита, а также ктиторский монастырь аланского правителя, главной церковью которого был, вероятно, Северный храм. О важной роли Северного храма и для светской, и для церковной властей говорит, во-первых, наличие в южном нефе храма богатых погребений (принадлежащих ктиторам церкви и монастыря — возможно, аланскому правителю и его жене), а, во-вторых, высокий трёхступенчатый синтрон с горним местом в центральной апсиде храма. Такая конструкция синтрона встречается также в византийских храмах этого времени и говорит «о явном епископском присутствии».
Расположение Северного храма также соответствует его монастырскому характеру — он был удалён от городского центра и находился на окраине города, был как бы изолирован от внешнего мира. Вокруг храма располагался большой некрополь.
Точная дата строительства Северного храма неизвестна — вероятно, он был возведён в конце X — начале XI вв. (до 1012/3 г., и точно до 1066/7 г.). Невозможно также однозначно установить происхождение артели мастеров, осуществлявших строительство храма — возможно, это были абхазские мастера, работавшие совместно с местными аланскими строителями.

## Архитектура

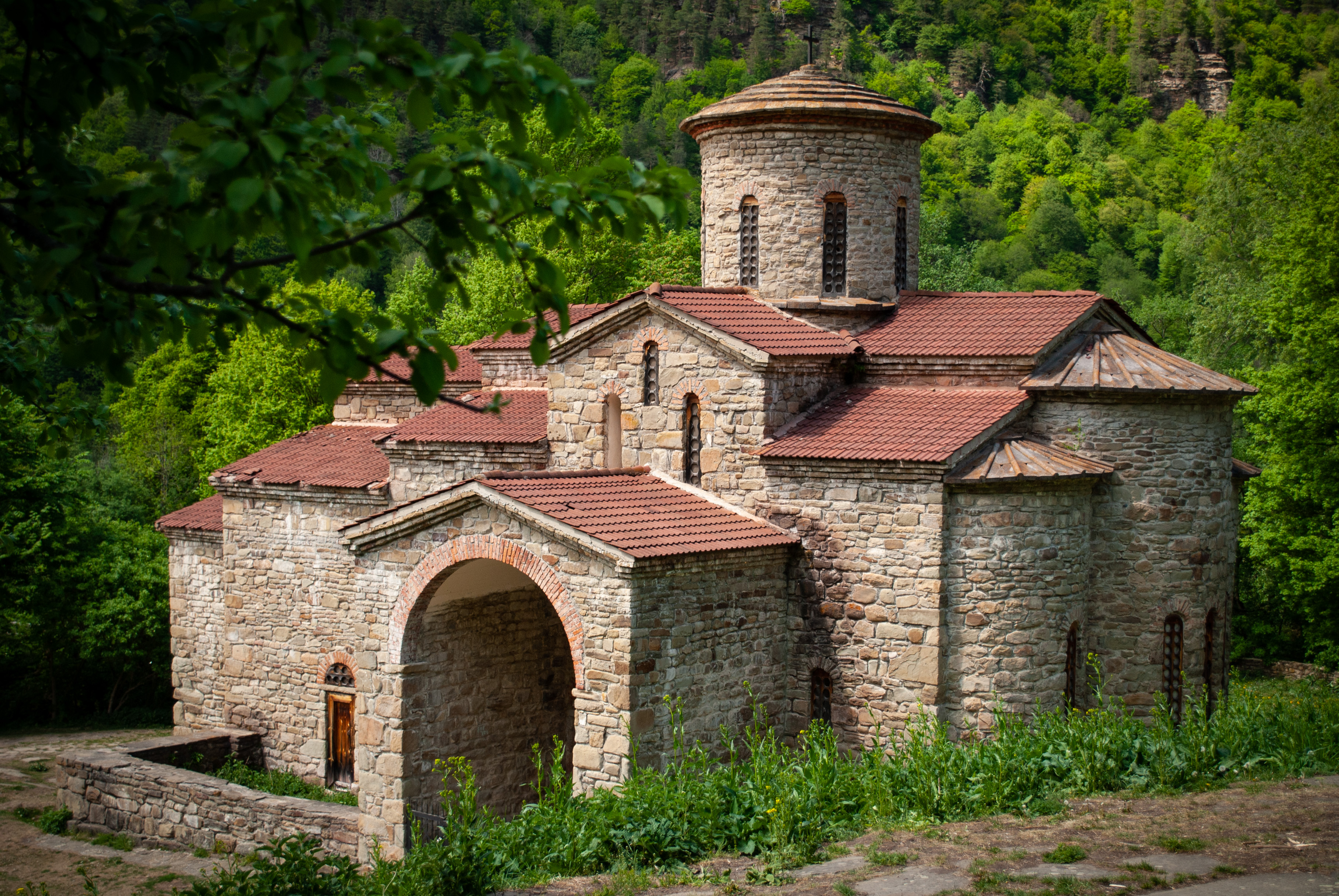
Северный Зеленчукский храм на Нижне-Архызском городище

Северный храм является крестовокупольным храмом типа вписанного креста. Он имеет девятидольную структуру, к которой с востока примыкает трёхчастная вима, соединённая проходами, и три полукруглые апсиды, а с запада открытый двухъярусный нартекс, на котором располагались хоры, открывавшиеся в наос. В северо-западном углу нартекса находятся остатки лестницы, ведущей на хоры, и резервуар для воды (возможно, крещальня). Снаружи храм почти полностью лишен декорации — единственным декоративным элементом является зубчатый карниз, выполненный из плинфы. Такой же карниз был на апсидах, однако до настоящего времени он не сохранился.

Барабан прорезан восемью узкими окнами. Купол храма через паруса и трёхступенчатые подпружные арки опирается на четыре прямоугольных столпа, которые связаны со стенами малыми подпружными арок, перекинутыми от столпов на выступы стен вимы с востока и пристенные пилястры с трёх остальных сторон. Ширина и величина столпов не совпадает с шириной подпружных арок, из-за чего большие подпружные арки опускаются на параллелепипеды («полочки») столпов. Такое несоответствие и неровность вертикальных линий кладки говорят о низкой квалификации строителей Северного храма.

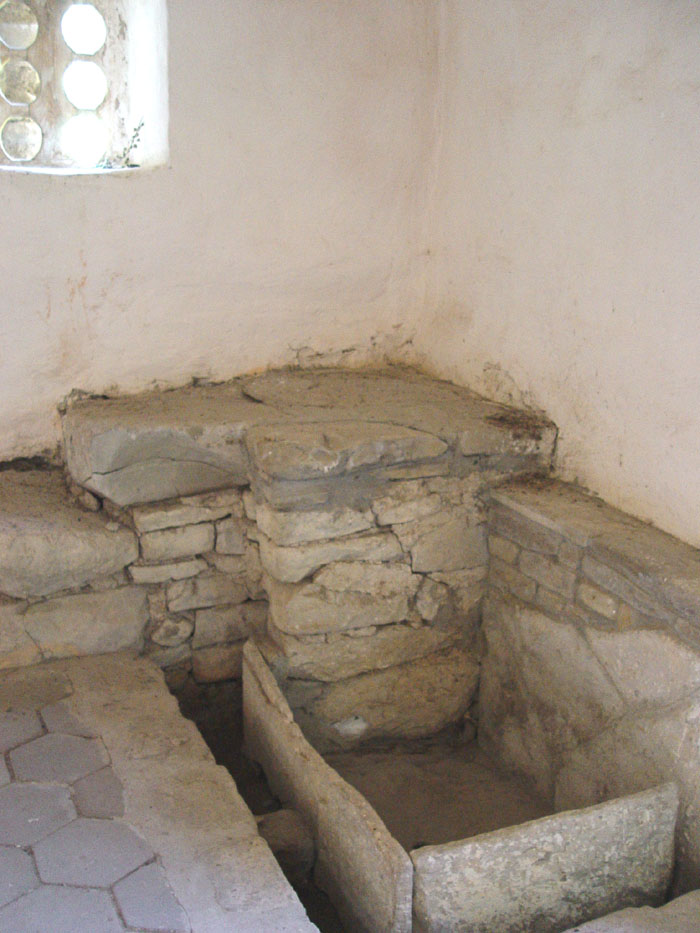
Остатки лестницы и «крещальня» в нартексе храма

Снаружи к храму примыкают открытые притворы, в которых, вероятно, во время богослужений стояли ещё не крещенные. В восточных стенах притворов находятся культовые ниши.
В центральной апсиде храма расположен трёхступенчатый синтрон, который изначально был покрыт слоем цемянки, следы которой также были обнаружены на полах всех трех апсид. В наосе храма сохранились пристенные скамьи. Алтарная часть была отделена от основного храмового пространства двухступенчатой солеей.
Стены храма были оштукатурены и расписаны — до нашего времени фрески практически не сохранились (за исключением геометрического узора в северном окне центральной апсиды), однако ещё в 1960-е гг. в простенках между северными окнами барабана можно было различить изображение человеческой фигуры, а в верхней части северо-восточного пилона был виден лик святого, обрамленный нимбом.
В конце XIX в. фрески Северного храма были зарисованы Д. М. Струковым, однако эти зарисовки выполнены достаточно схематично и не позволяют судить о стиле и качестве исполнения древних фресок.                                

Из зарисовок Д. М. Струкова
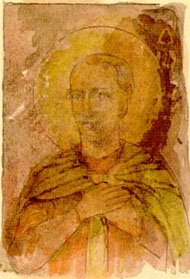
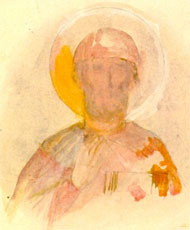
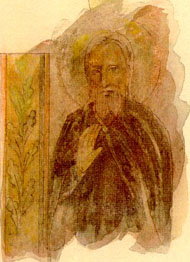
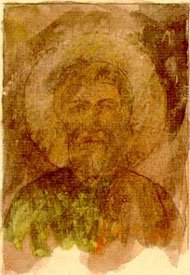
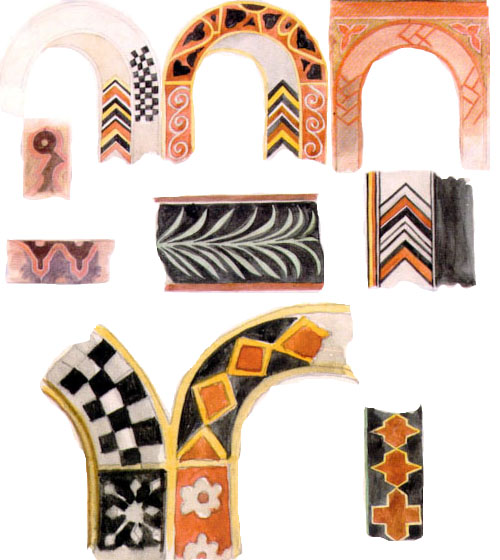
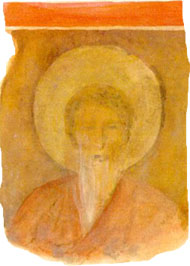
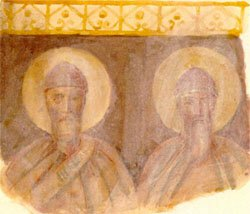
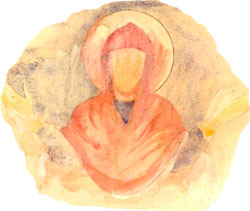

- Файл:−
- Файл:−
- Файл:−
- Файл:−
- Файл:−
- Файл:−
- Файл:−
- Файл:−
- Файл:−